# Сюзянь
Сюзянь — деревня в Бардымском районе Пермского края на реке Большая Нюню. Входит в состав Брюзлинского сельского поселения. Находится примерно в 14 км к юго-востоку от центра села Барда.

## Население
По результатам переписи 2010 года численность населения составила 375 человек, в том числе 182 мужчины и 193 ы.
В 2005 году численность населения составляла 420 человек.
В 1926 году в селе проживало 564 башкира и 3 русских.

## Улицы[4]
- Восточная ул.
- Ленина ул.
- Мира ул.
- Молодёжная ул.
- Набережная ул.
- Полевая ул.
- Чапаева ул.